# Epidendrum dendrobii
Epidendrum dendrobii är en orkidéart som beskrevs av Heinrich Gustav Reichenbach. Epidendrum dendrobii ingår i släktet Epidendrum och familjen orkidéer. Inga underarter finns listade i Catalogue of Life.